# Biancaneve e i sette nani (film 1973)
Biancaneve e i sette nani è un film del 1973 diretto da Piero Regnoli.
Il film all'estero è conosciuto anche con il titolo Snow White and the Seven Thieves.